# Skægkær
Skægkær is een plaats in de Deense regio Midden-Jutland, gemeente Silkeborg. De plaats telt 382 inwoners (2008).